# Arrieta (Navarra)
Arrieta es una localidad española y un concejo de la Comunidad Foral de Navarra perteneciente al municipio de Arce. 
Está situado en la Merindad de Sangüesa, en la comarca de Auñamendi, y a 46 km de la capital de la comunidad, Pamplona. Su población en 2023 fue de 36 habitantes (INE), su superficie es de 10,84 km² y su densidad de población de 3,32 hab/km².

## Geografía física

### Situación
La localidad de Arrieta está situada en la parte Norte del municipio de Arce a una altitud de 778 m s. n. m. Su término concejil tiene una superficie de 10,84 km² y limita al norte con el concejo de Espinal en el municipio de Erro) y el municipio de Burguete; al este con los municipios de Garralda y Oroz-Betelu; al sur con el término de Imízcoz y al oeste con los concejos de Villanueva de Arce y Saragüeta.
|                                       | Norte: Espinal (Erro) y Burguete |                              |
| Oeste: Villanueva de Arce y Saragüeta |                                  | Este: Garralda y Oroz-Betelu |
|                                       | Sur: Imízcoz                     |                              |

## Demografía

### Evolución de la población
| Gráfica de evolución demográfica de Arrieta entre 2000 y 2023 |
|                                                               |
| Datos según el nomenclátor publicado por el INE.              |